# Sana (Haute-Garonne)
Pour les articles homonymes, voir Sana.
Sana est une commune rurale française située dans le centre du département de la Haute-Garonne en région Occitanie.
Sur le plan historique et culturel, la commune est dans le pays de Comminges, correspondant à l’ancien comté de Comminges, circonscription de la province de Gascogne située sur les départements actuels du Gers, de la Haute-Garonne, des Hautes-Pyrénées et de l'Ariège. Exposée à un climat océanique altéré, elle est drainée par l'Aygossau, le Bernès.
Sana est une commune rurale qui compte 239 habitants en 2022, après avoir connu une forte hausse de la population depuis 1962. Elle fait partie de l'aire d'attraction de Toulouse. Ses habitants sont appelés les Sanasiens ou  Sanasiennes.

## Géographie

### Localisation
La commune est située à 55 km au sud de Toulouse dans le Comminges.

### Communes limitrophes
Son territoire est limitrophe de ceux de quatre communes :
Les communes limitrophes sont  Lescuns, Martres-Tolosane, Mondavezan et Terrebasse.
| Lescuns    |                  | Mondavezan |
| Terrebasse | Sana             |            |
|            | Martres-Tolosane |            |

### Géologie et relief
La superficie de la commune est de 274 hectares ; son altitude varie de 271  à   376 mètres.

### Hydrographie

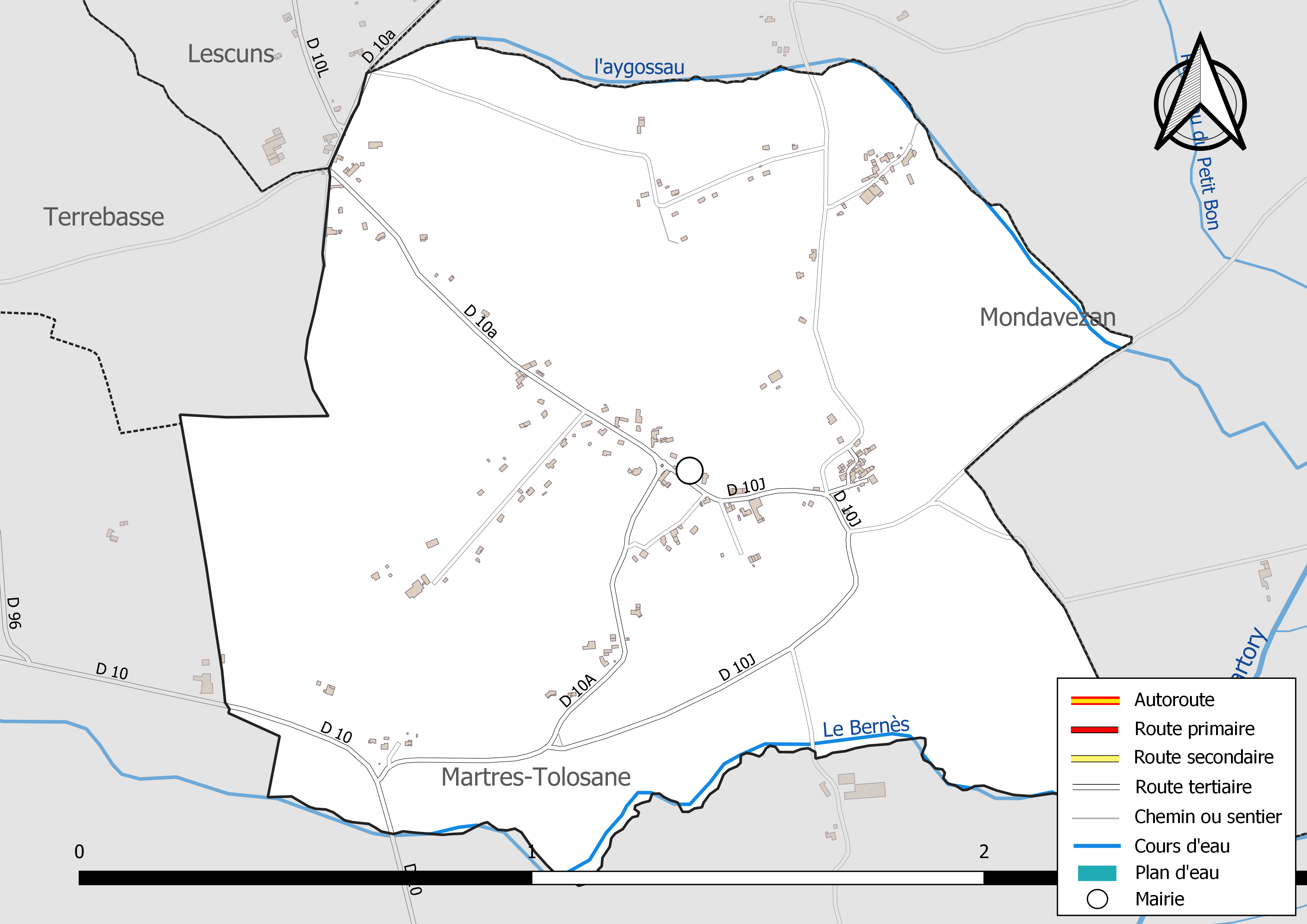
Réseaux hydrographique et routier de Sana.

La commune est dans le bassin de la Garonne, au sein du bassin hydrographique Adour-Garonne. Elle est drainée par l'Aygossau, le Bernès, constituant un réseau hydrographique de 2 km de longueur totale,.
L'Aygossau, d'une longueur totale de 12,8 km, prend sa source dans la commune de Mondavezan et s'écoule d'ouest en est. Il traverse la commune et se jette dans la Garonne à Gensac-sur-Garonne, après avoir traversé 5 communes.
Le Bernès, d'une longueur totale de 18,3 km, prend sa source dans la commune d'Aurignac et s'écoule d'ouest en est. Il traverse la commune et se jette dans la Garonne à Cazères, après avoir traversé 9 communes.

### Climat
Pour des articles plus généraux, voir Climat de l'Occitanie et Climat de la Haute-Garonne.
En 2010, le climat de la commune est de type climat océanique altéré, selon une étude s'appuyant sur une série de données couvrant la période 1971-2000. En 2020, Météo-France publie une typologie des climats de la France métropolitaine dans laquelle la commune est toujours exposée à un climat océanique altéré et est dans la région climatique Aquitaine, Gascogne, caractérisée par une pluviométrie abondante au printemps, modérée en automne, un faible ensoleillement au printemps, un été chaud (19,5 °C), des vents faibles, des brouillards fréquents en automne et en hiver et des orages fréquents en été (15 à 20 jours).
Pour la période 1971-2000, la température annuelle moyenne est de 12,6 °C, avec une amplitude thermique annuelle de 14,9 °C. Le cumul annuel moyen de précipitations est de 846 mm, avec 9,6 jours de précipitations en janvier et 6,4 jours en juillet. Pour la période 1991-2020, la température moyenne annuelle observée sur la station météorologique la plus proche, située sur la commune de Palaminy à 5 km à vol d'oiseau, est de 13,2 °C et le cumul annuel moyen de précipitations est de 715,2 mm,. Pour l'avenir, les paramètres climatiques de la commune estimés pour 2050 selon différents scénarios d'émission de gaz à effet de serre sont consultables sur un site dédié publié par Météo-France en novembre 2022.

## Urbanisme

### Typologie
Au 1er janvier 2024, Sana est catégorisée commune rurale à habitat dispersé, selon la nouvelle grille communale de densité à sept niveaux définie par l'Insee en 2022.
Elle est située hors unité urbaine. Par ailleurs la commune fait partie de l'aire d'attraction de Toulouse, dont elle est une commune de la couronne,. Cette aire, qui regroupe 527 communes, est catégorisée dans les aires de 700 000 habitants ou plus (hors Paris),.

### Occupation des sols
L'occupation des sols de la commune, telle qu'elle ressort de la base de données européenne d’occupation biophysique des sols Corine Land Cover (CLC), est marquée par l'importance des territoires agricoles (79,3 % en 2018), une proportion identique à celle de 1990 (79,3 %). La répartition détaillée en 2018 est la suivante : 
prairies (53,4 %), forêts (20,7 %), terres arables (18,2 %), zones agricoles hétérogènes (7,7 %). L'évolution de l’occupation des sols de la commune et de ses infrastructures peut être observée sur les différentes représentations cartographiques du territoire : la carte de Cassini (XVIIIe siècle), la carte d'état-major (1820-1866) et les cartes ou photos aériennes de l'IGN pour la période actuelle (1950 à aujourd'hui).

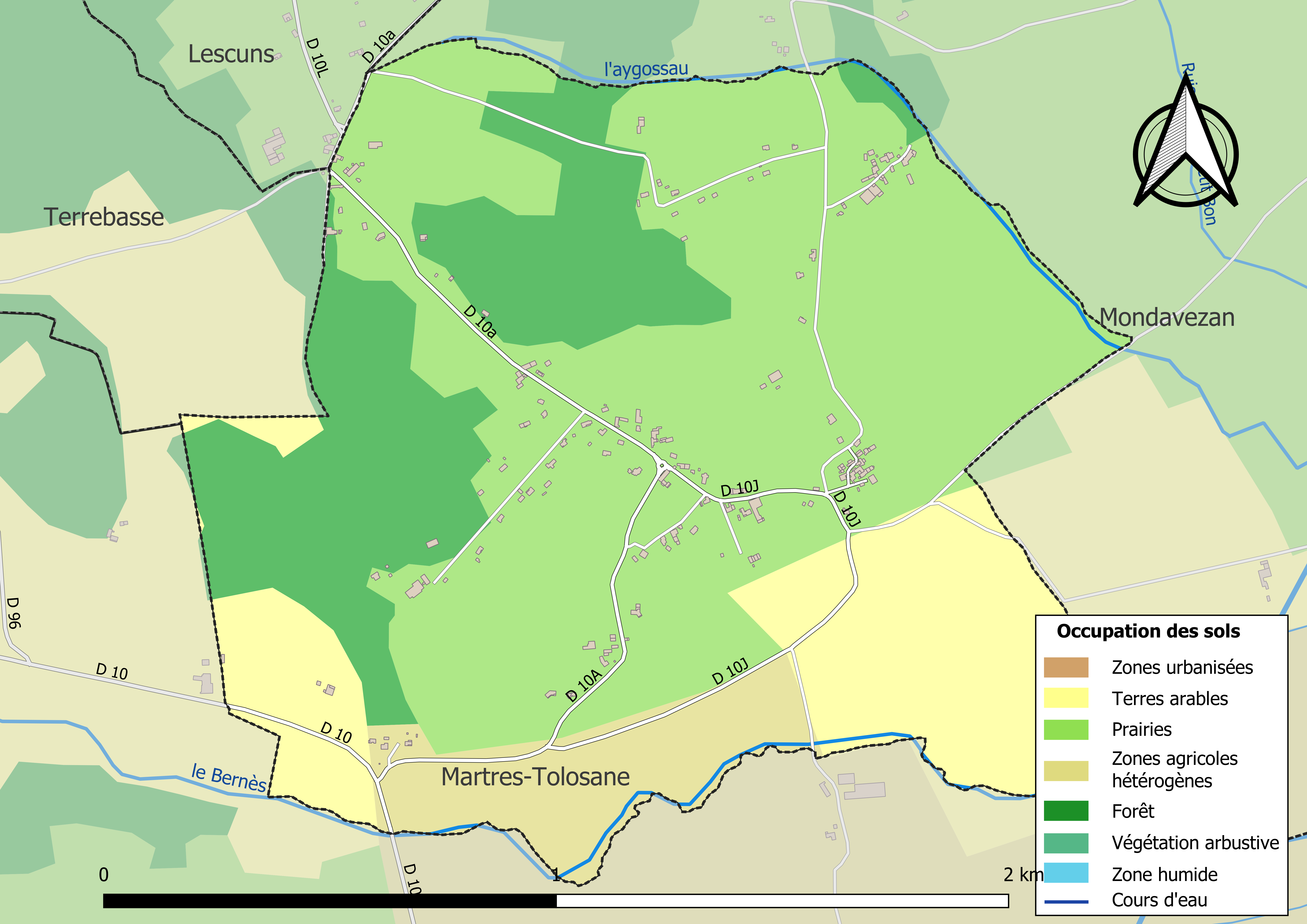
Carte des infrastructures et de l'occupation des sols de la commune en 2018 (CLC).

### Voies de communication et transports
Le territoire de la commune est notamment accessible par la sortie 22 de l'autoroute A64.
La route principale, la D 10A, traverse le centre-village depuis la commune de Martres-Tolosane jusqu'à celle de Lescuns.

### Risques majeurs
Le territoire de la commune de Sana est vulnérable à différents aléas naturels : météorologiques (tempête, orage, neige, grand froid, canicule ou sécheresse) et séisme (sismicité faible). Un site publié par le BRGM permet d'évaluer simplement et rapidement les risques d'un bien localisé soit par son adresse soit par le numéro de sa parcelle.

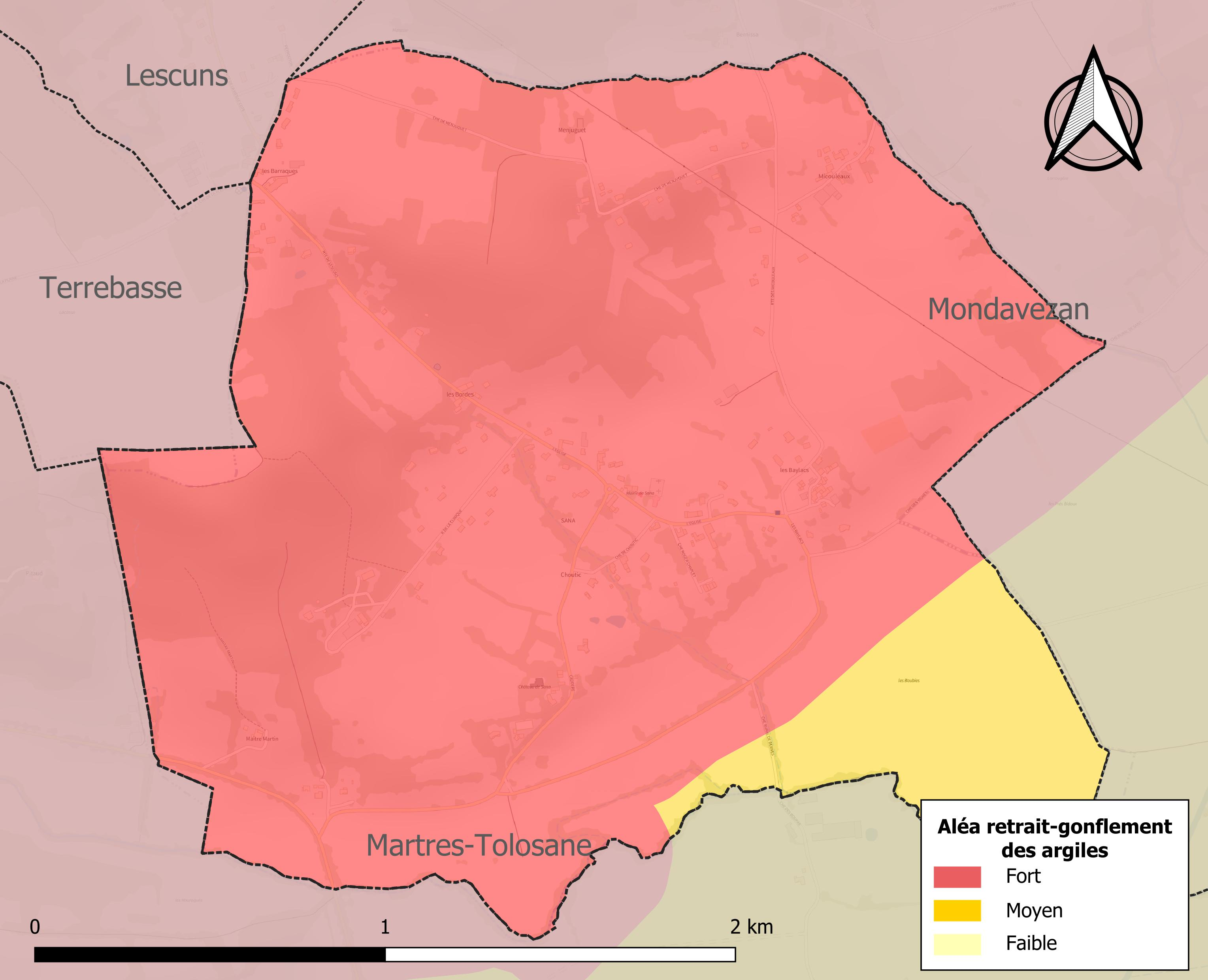
Carte des zones d'aléa retrait-gonflement des sols argileux de Sana.

Le retrait-gonflement des sols argileux est susceptible d'engendrer des dommages importants aux bâtiments en cas d’alternance de périodes de sécheresse et de pluie. La totalité de la commune est en aléa moyen ou fort (88,8 % au niveau départemental et 48,5 % au niveau national). Sur les 96 bâtiments dénombrés sur la commune en 2019, 96 sont en aléa moyen ou fort, soit 100 %, à comparer aux 98 % au niveau départemental et 54 % au niveau national. Une cartographie de l'exposition du territoire national au retrait gonflement des sols argileux est disponible sur le site du BRGM,.
Par ailleurs, afin de mieux appréhender le risque d’affaissement de terrain, l'inventaire national des cavités souterraines permet de localiser celles situées sur la commune.
Concernant les mouvements de terrains, la commune a été reconnue en état de catastrophe naturelle au titre des dommages causés par des mouvements de terrain en 1999.

## Toponymie
D'après E. Connac, la communauté s'appelait Sanars sur un document daté du 26 janvier 1226. Les actes notariés du XVIe siècle la nomment tantôt Seners, Sanars, et même Save. Son étymologie est inconnue. Les noms des quartiers ne nous apprennent pas grand chose : seul le microtoponyme Les Baylacs peut indiquer qu'un bayle possédait un domaine en ce lieu, à moins que le toponyme n'ait été donné par de nouveaux habitants descendants d'un bayle.

## Histoire
À partir du Moyen Âge jusqu'à sa disparition en 1790 pendant la Révolution française, Sana faisait partie du diocèse de Rieux.

### Préhistoire
De la Préhistoire, jusqu'ici, il n'a été trouvé aucun vestige contrairement au territoire de Lescuns.

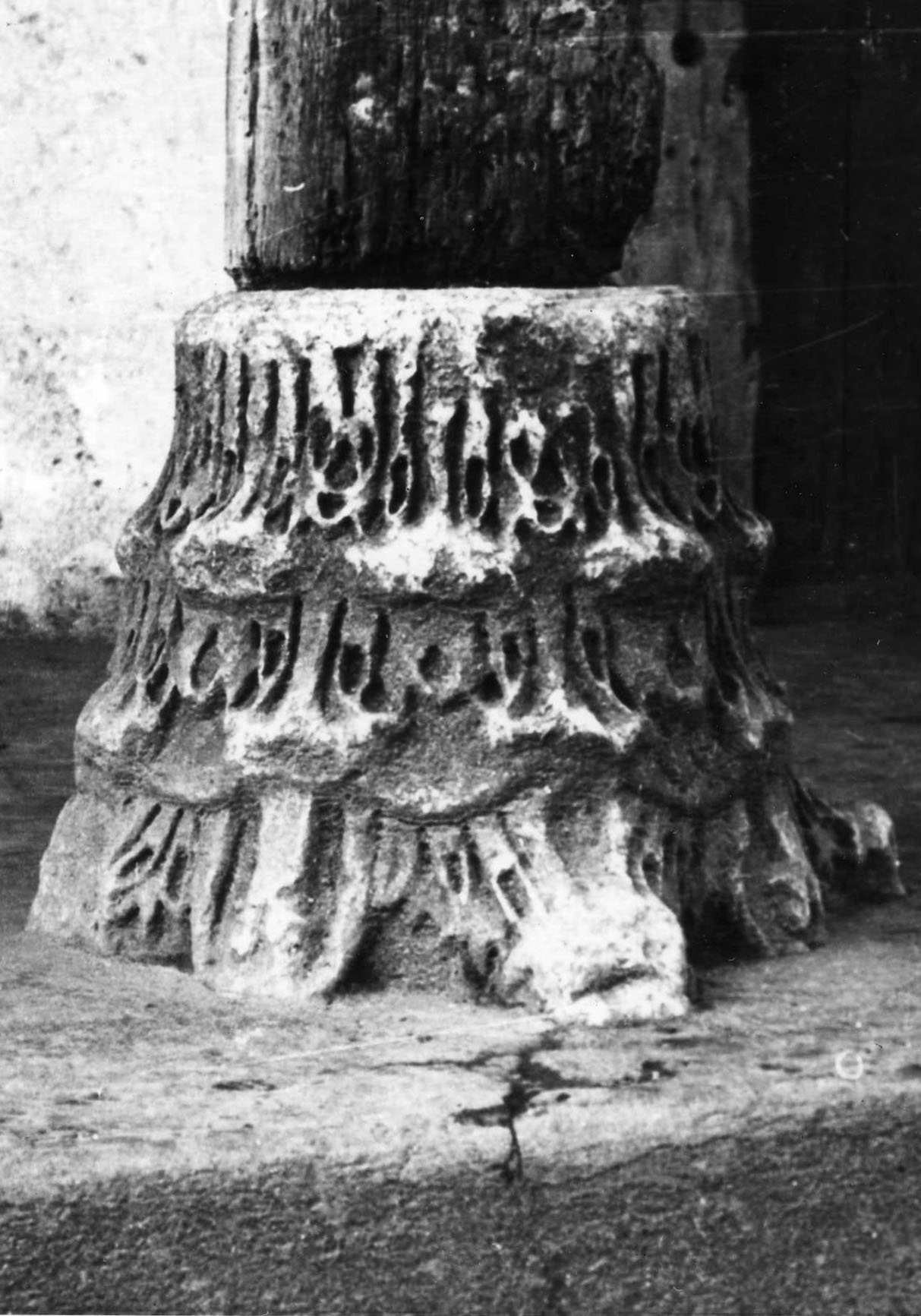
chapiteau corinthien de la villa romaine de Sana ou de celle de Chiragan

### Antiquité

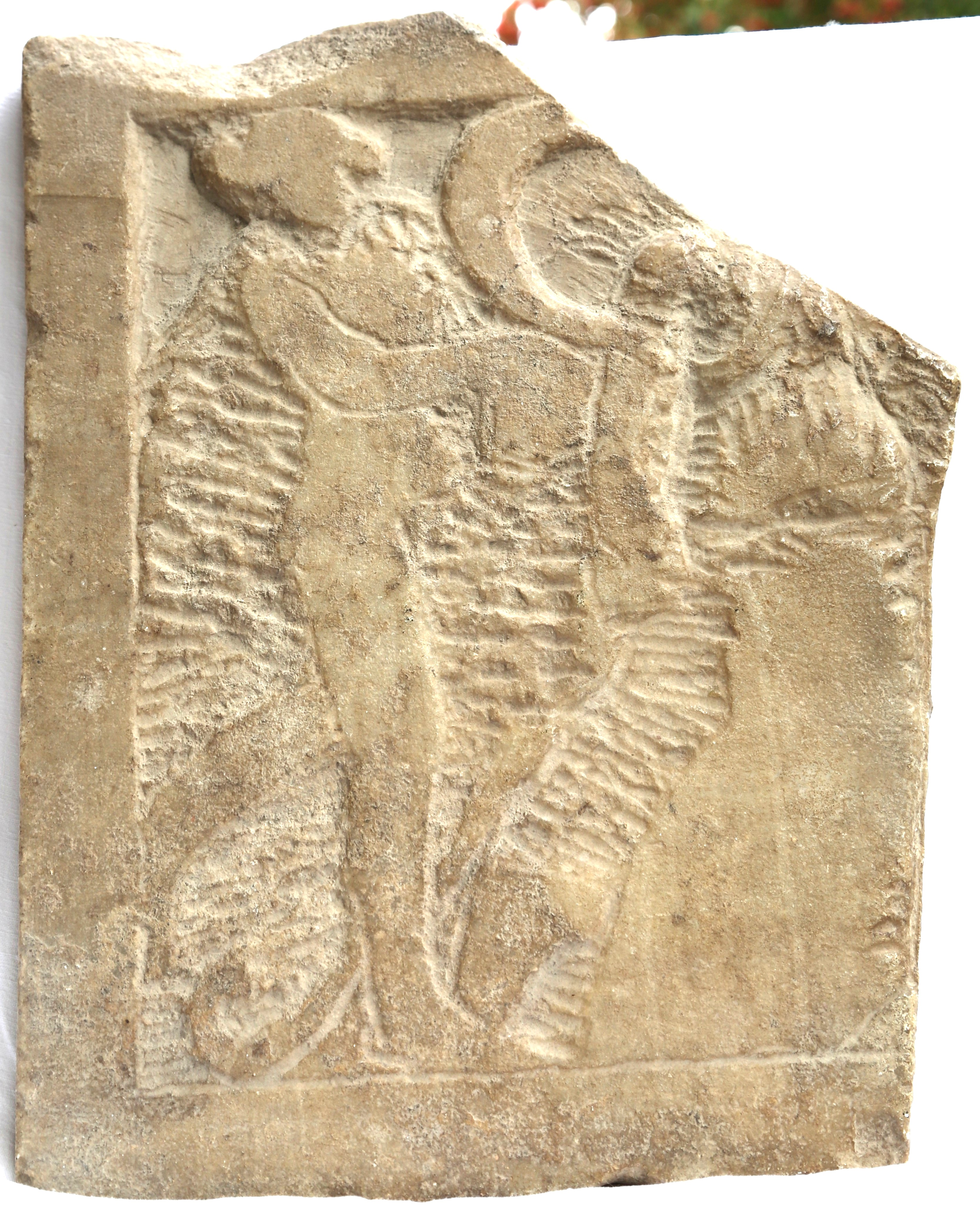
Bas-relief trouvé dans la villa romaine de Sana. Marbre blanc. Inachevé.

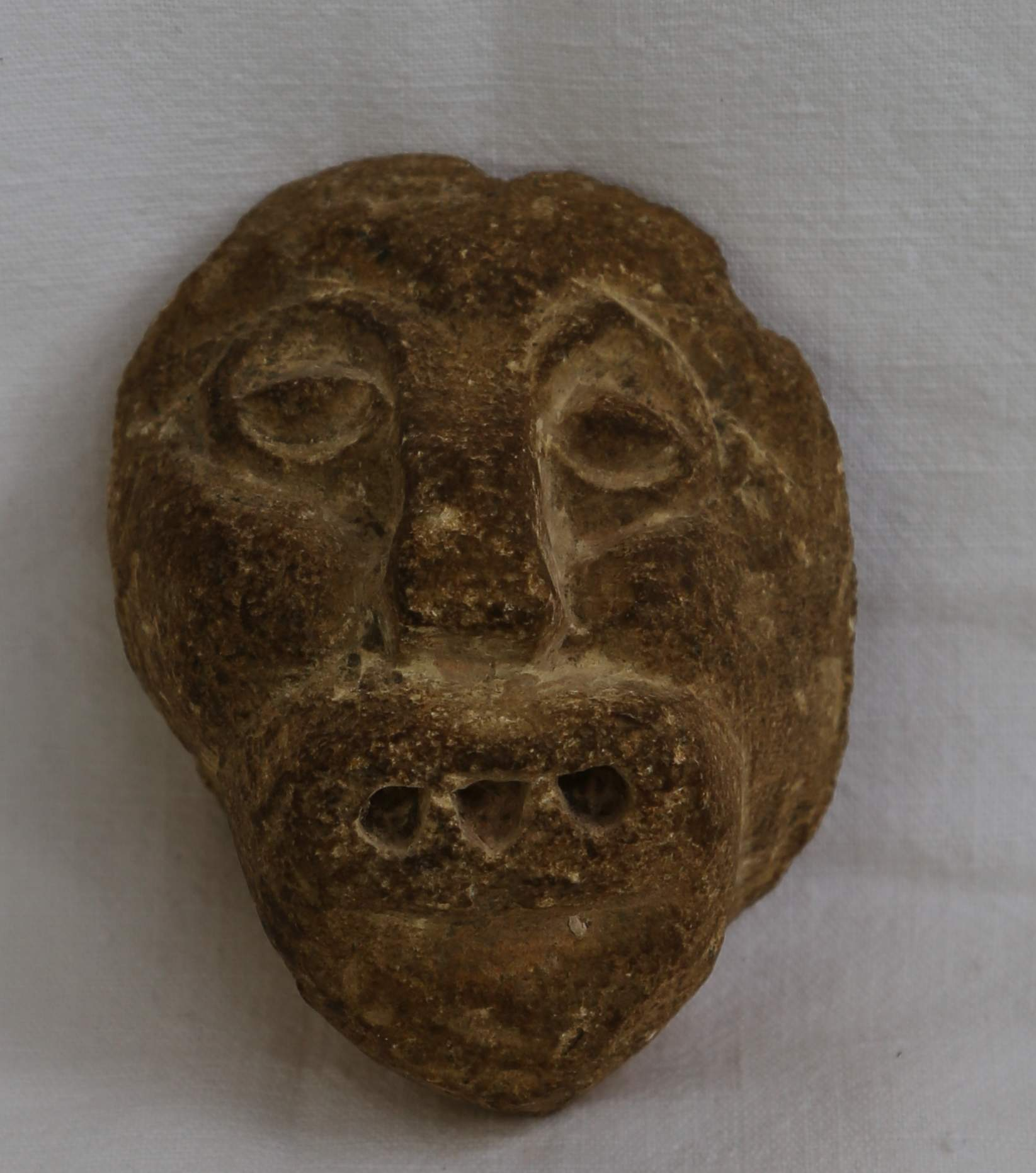
Sculpture médiévale qui a pu décorer l'église de Sana. En grès ; 8 cm de haut

C'est l'époque romaine qui a laissé un important vestige : une riche villa sur le rebord de la basse terrasse (lieu-dit le Bousquets) face aux Pyrénées. Le propriétaire, inconnu, devait être un proche du propriétaire, inconnu lui aussi, de la villa située au lieu-dit Chiragan au bord de Garonne à Martres-Tolosane. Cette riche famille de Sana, romanisée, était celle d'Aquitains, très certainement. En effet un autel votif trouvé dans la villa était dédié à la déesse Lahe, divinité topique évoquée aussi dans des communes proches ; cette déesse n'était pas celte ; de même que les nombreuses divinités indigènes vénérées dans le Comminges, elle témoigne d'un culte antérieur, celui des Aquitains.
En 2015, une exposition consacrée aux autels votifs des Pyrénées centrales et de leur piémont au musée archéologique départemental de Saint-Bertrand-de-Comminges commentait ainsi les dédicaces : « Le laconisme des dédicaces et l'emploi très stéréotypé du formulaire témoignent de l'adoption figée d'une pratique cultuelle dont les usagers, qui eurent parfois maille à partir avec la grammaire latine, ne percevaient pas forcément tout le sens ». Il est probable que le propriétaire de Sana, ayant bénéficié des largesses et du soutien des Romains, ait voulu faire allégeance sans toutefois renoncer à un culte protecteur.
La villa romaine de Chiragan était prestigieuse : un palais peut-être impérial (ou de la famille impériale) pensent les archéologues. Sana est bien moins exceptionnelle, mais fouillée à la fin du XIXe siècle par Léon Joulin, elle est ornée de mosaïques polychromes, de revêtements de marbre, de colonnes de marbre (marbre blanc de Saint-Béat). La plupart des objets trouvés ont été donnés à des amateurs selon les pratiques de l'époque ou même vendus. Ainsi un fragment de bas-relief en marbre blanc ; ou deux chapiteaux en réemploi dans la ferme proche, qui, eux peuvent aussi provenir de Martres-Tolosane. Les thermes de cette villa devaient se trouver en contrebas alimentés par une source qui ne se tarit jamais ; en témoignent de nombreux débris de tuile, de ciment gallo-romain rose, de marbre…
Cette villa daterait d'après Joulin de l'époque des Antonins, au Ier siècle, et aurait été occupée jusque sous le règne de Constantin au IVe siècle. Mais comme le site n'a pas été fouillé depuis les années 1890, il est difficile d'être affirmatif. Après les fouilles, le propriétaire a décidé de ne plus labourer cette parcelle pour stopper la dévastation de cet ensemble protégé par une couche de terre trop mince. La Société des études du Comminges reste vigilante.
Sana, comme Martres-Tolosane, se trouve à la limite sud du territoire des Volques Tectosages, peuple celte dont la capitale est Tolosa. En amont de Boussens, une autre cité, celle des Convènes, a pour capitale Lugdunum convenarum (actuelle Saint-Bertrand-de-Comminges). Ces peuples se sont toutefois formés par métissage : en aval de la cluse de Boussens, se sont mêlés Garumni (  comme l'écrit Jules César dans La guerre des Gaules), et Celtes puis  Romains ou Italiens. En amont, les Convènes : un peuple aquitain qui a accueilli des groupes qui auraient suivi Pompée rentrant d'Espagne, d'après Strabon. Un « ramassis de brigands » dira saint Jérôme.

### Moyen âge
Pendant cinq ou six siècles, Sana ne livre plus de vestiges. Puis il est plausible qu'à Sana comme dans toute la région un petit seigneur se soit taillé une minuscule seigneurie coincée entre les possessions des Templiers à Lescuns et les petites seigneuries de Martres-Tolosane, de Mondavezan, de Montoussi.
Un château, modeste, a dû être construit ; il en restait quelques vestiges il y a une cinquantaine d'années affleurant dans l'« orangerie du château » actuel.

### Temps modernes
Cette seigneurie n'est confirmée qu'au XVIe siècle par des sources éparpillées et très succinctes. Elle est si peu rentable qu'elle passe de mains en quelques années : au début du XVIe siècle, le seigneur de Seners était Bernard de Noé ; puis c'est une possession des Commenge, seigneurs de Péguilhan, une branche cadette des comtes de Comminges. Son fils Mathieu vend la seigneurie de Sana à Alexandre d'Arbas ; elle passe de main en main jusqu'au    24 mai 1598 quand François de Tersac seigneur de Monberaud et de Palaminy l'achète. Dans son testament, il la décrit ainsi : "terre et seigneurie de Sana, metteries et autres dependances dicelle", Les Tersac, qui vivent dans leur château de Palaminy, garderont la seigneurie pendant environ 70 ans.
Dans les années 1660, elle est achetée par un capitoul de Toulouse, Pierre de Pélissier, descendant d'une vieille famille de marchands toulousains qui occupa régulièrement un siège du capitoulat. Il est fort probable que ce soit le nouveau seigneur qui  construisit, tout près de la vieille tour ruinée, la maison actuelle qui porte le titre de « château ». Sur cette maison de maître très classique et très simple, avec un toit à quatre pans, une date est inscrite : 1672. Un jardin à la française avec des allées de hauts buis s'étend face aux Pyrénées. François succède à son père ; il a épousé la fille d'un autre Capitoul, Jeanne Coudougnan et rend hommage au roi le 7 septembre 1751; il signe tous ses actes « pellicier de sana ». Son fils Bonnaventure Ester rend hommage le 17 décembre 1776. Il gère très mal ses biens ; couvert de dettes, la seigneurie, le château avec ses meubles, tableaux, argenterie et ses archives ainsi que ses terres sont saisis puis achetés en 1780 par un homme de loi, Guillaume Duplan de Lansac de Bernin qui rend hommage au roi le 24 avril 1781.

### Révolution française et Empire
Guillaume Duplan de Lansac de Bernin, originaire de la vallée du Larboust, est avocat au Parlement de Toulouse. Il vit à Castillon-de-Larboust ; à sa mort en 1805 son fils, Auguste, lui succède. Il est aussi avocat au Parlement et s'installe à Sana où il ne porte que le nom de Duplan. Il sera très souvent élu maire de la commune et participera activement à sa transformation.
Les Sanasiens et Sanasiennes
Le compoix de 1778 nous permet de connaître les habitants de Sana ; mais il occulte les Sanasiennes : les chefs de famille sont tous masculins à Sana à cette date, même dans le cas où la terre appartient à la femme. Cet ancêtre du cadastre répertorie les biens donc sont aussi exclus ceux qui ne possèdent rien et qui, de ce fait, ne paient pas la taille.
Sont cités :
- le seigneur, noble Ester Bonneventure de Pelissier : ses terres dites « nobles » ne sont pas imposées mais il possède aussi une métairie et des terres imposables. Ses frères possèdent des terres et l'un d'entre eux une maison ;
- les propriétaires de maisons et terres par quartier :
  - quartier de Choutic : le « chibalier » Bonneventure de Pélissier, Bernard Baylac, Baptiste Escaillas, Gabriel Paban, Jean Sénac, Gabriel Maumus, Philip Sourebille ;
  - quartier de l'église : Jean Baptiste Baylac dit Laroche ;
  - quartier des Baylacs : Étienne Baylac, Jean et Bernard Darnaud, François Contrastin, Bertrand Durrieu, Pierre Vital, Bernard Bournac, Jean Dignat, Jean Baylac ;
  - quartier des Micouleaux : Bernard Tachoires, Julien Brousset, Hugues Ruffat, Jean Ruffat, Jean Ajustron ;
  - quartier de Las Bordes : Joseph Périssé, Jacques Terré, Jean Sancan ;
  - quartier de Los Barraquets : Bertrand Drouet et Siméon Bonnefont ;
  - quartier de Menjuquet : Louis Abadie et Raymond Terré ;
- soit 30 propriétaires de maisons et de terre ; avec leurs familles cela doit faire 120 à 150 habitants ; il faut y ajouter les métayers (une seule métairie citée à Maître Martin et celles des Pélissier qui ne paient pas la taille)) et les familles de brassiers[Note 8]. Le nombre d'habitants est estimé à 230 à 300 habitants, tous petits cultivateurs à l'exception des trois nobles.

Aucun n'est bien riche : celui qui paie le plus d'impôt c'est le seigneur (qui ne paie que pour les terres non nobles) : plus de 24 livres. Parmi les paysans trois familles Baylac sont les plus aisées (ou les moins pauvres) mais aussi Siméon Bonnefont, Jean Sancan, Bernard Tachoires. Ce sont tous de petits paysans ; les moins imposés n'ont suffisamment pas de terre pour vivre et sont aussi brassiers ; c'est le cas de la grande majorité des paysans de la région au XVIIIe siècle. Ils pratiquent une polyculture de subsistance : un peu de blé pour vendre et avoir ainsi quelque argent, du seigle, de l'orge, peut-être du maïs. Et de la vigne qui donne un vin à faible degré mais permet aussi d'avoir sa petite provision d'eau de vie. Quelques brebis pour le lait, les agneaux et la laine ; des vaches pour le travail ; et quelques-unes pour le lait et les veaux. Des jardins et arbres fruitiers bien soignés apportent de la diversité dans l'alimentation. Les rendements sont très faibles et le manque de numéraire chronique malgré la fréquentation des marchés du Fousseret, de Martres-Tolosane ou de Cazères.
Les habitations sont dispersées et les maisons construites, peut-on supposer, en terre crue ou en pisé avec, au mieux, un soubassement en pierre. L'une d'entre elles, en terre, a fondu littéralement dans les années 1930 d'après les contemporains.
L'église, placée sous le patronage de saint Exupère, était dans un premier temps en dehors des hameaux à « la gleyze », champ situé à l'embranchement de la petite route Sana-Mondavezan (une croix en marque l'emplacement). À une date indéterminée, elle a été remplacée par une autre église construite derrière l'école actuelle d'après le plan cadastral de 1825. Deux visites d'évêques en dressent un tableau piteux : la première visitée le 26 avril 1634 précise qu'elle est régulièrement inondée, qu'elle n'a pas de plafond et que ses murs sont fort humides ; des travaux doivent être engagés en urgence. Le 16 juin 1725, l'évêque rend compte de l'état de la nouvelle église : la partie sud menace ruine, la pluie tombe sur l'autel ; des travaux doivent être faits sinon l'église sera frappée d'interdit. Réparée, peut-on supposer, l'église durera plus d'un siècle encore.

### Époque contemporaine
La commune est créée comme toutes les communes de France en 1789. La Révolution n'apportera que peu de changements, la coutume persistant malgré les nouvelles lois qui imposent, théoriquement, l'égalité lors des successions. Il n'y a pas de vente de biens nationaux. Le maire et le conseil municipal élus ou nommés selon les périodes remplacent les consuls. Un document de 1831 déposé aux archives départementales donne la liste des électeurs censitaires : Tachoires Guillaume, Baylac Jean Augustin, Paban Gabriel, Baylac Hugues, Durrieu Jean Baptiste, Dignat Cizi, Terré Jean-Bertrand, Brousset Julien, Vital Jacques et Souroubille Pierre. Quatre sont dits propriétaires ; un maître valet (J-A Baylac) ; un charpentier (J.-B. Durrieu) et quatre sont dits « cultivateurs » G. Tachoires est élu maire, les autres conseillers.
Dans la série M des archives départementales de la Haute-Garonne, les élections municipales de 1840 à la fin du siècle témoignent d'une grande continuité dans le vote des Sanasiens : Auguste Duplan élu maire en 1846 est réélu en 1848 lors du premier vote au suffrage universel masculin, créé par la Deuxième République, et ainsi jusqu'en 1865. Après les deux mandats de Jacques Paban, Duplan inaugure la Troisième République en 1871 ; quelques semaines avant sa mort, lors des élections de 1881, il est remplacé par Jean Pierre Vital. La fin du siècle est marquée par la construction de la nouvelle église, élégante et enrichie d'un autel et d'une chaire de marbre blanc de Saint-Béat : une paroissienne, Jeanne Cazabon épouse de Jean Pierre Vital en a donné le terrain, Auguste Duplan en offre la construction avec pour maître d’œuvre l'abbé François de Moulor, un petit neveu qu'il avait installé dans la cure de Sana. L'église est consacrée en 1878. Quelques années plus tard, un autre chantier s'ouvre : les fouilles de la villa romaine. Et en 1980, lors d'un débroussaillage est découverte une cuve baptismale sculptée, brisée, cachée par les ronces au bord du mur de chevet de l'église. Restaurée, datée du XVe siècle, elle est replacée dans l'église actuelle.
La Monographie de 1885 précise que Jean-Marie Ducos est maire et Joseph Paban son adjoint. L'agriculture : Sur les terres peu fertiles « les habitants, pour donner plus de fertilité à leurs parcelles de médiocre rapport, les complantent d'ajoncs, arbustes épineux qu'ils coupent chaque trois ou quatre ans puis ils les réunissent en fagots qu'ils vendent aux fabricants de faïence martrais. Ces parcelles deviennent des fourrés qui servent de gîte au gibier. Telles sont les raisons pour lesquelles le territoire de Sana est si giboyeux. Aussi, à l'époque de la chasse, entend-on bien avant l'aurore le son du cor, ou la voix des chasseurs appelant tayau ». Les cultures principales : céréales, pommes de terre et vigne. L'instituteur relate une coutume peu connue dans la région « Un usage incongru.. Lorsque de nouveaux mariés ou de nouvelles mariées partent de Sana ou y viennent y résider, on allume des feux sur le bord des chemins et afin de rendre la fumée plus désagréable, on mêle de la plume ou de la paille mouillée aux fagots d'ajoncs. Quel est le but de cet usage inconvenant je l'ignore. On fait aussi des caricatures représentant avec plus ou moins de goût la jeune personne évincée d'une autre dont on fait les publications de mariage. Au bas de la caricature est fixée une planchette portant diverses inscriptions qui font rire les passants ». Il précise que jusqu'en 1865, il n'y avait pas d'école ; les enfants allaient à Martres-Tolosane ou Mondavezan. En 1863, le conseil municipal demande l'affectation d'un instituteur. Il est nommé le 1er mai 1865. L'école est installée dans un local exigu ; l'appartement de l'instituteur n'a qu'une pièce. En 1879, le conseil municipal décide de construire une école. S'ouvre ainsi une période de constructions : école, église, presbytère.

## Politique et administration

### Administration municipale
Le nombre d'habitants au recensement de 2011 étant compris entre 100 et 499, le nombre de membres du conseil municipal pour l'élection de 2014 est de onze,.

### Rattachements administratifs et électoraux
Commune faisant partie de la huitième circonscription de la Haute-Garonne de la communauté de communes Cœur de Garonne et du canton de Cazères. Avant le 1er janvier 2017 Sana faisait partie de la communauté de communes du canton de Cazères.

### Écologie et recyclage
La collecte et le traitement des déchets des ménages et des déchets assimilés ainsi que la protection et la mise en valeur de l'environnement se font dans le cadre de la communauté de communes du canton de Cazères.
Une déchèterie intercommunale gérée par la communauté de communes est présente sur la commune de Mondavezan.

## Population et société

### Démographie
L'évolution du nombre d'habitants est connue à travers les recensements de la population effectués dans la commune depuis 1793. Pour les communes de moins de 10 000 habitants, une enquête de recensement portant sur toute la population est réalisée tous les cinq ans, les populations de référence des années intermédiaires étant quant à elles estimées par interpolation ou extrapolation. Pour la commune, le premier recensement exhaustif entrant dans le cadre du nouveau dispositif a été réalisé en 2005.

En 2022, la commune comptait 239 habitants, en évolution de −4,4 % par rapport à 2016 (Haute-Garonne : +8,02 %, France hors Mayotte : +2,11 %).
| 1793 | 1800 | 1806 | 1821 | 1831 | 1836 | 1841 | 1846 | 1851 |
| ---- | ---- | ---- | ---- | ---- | ---- | ---- | ---- | ---- |
| 159  | 147  | 171  | 182  | 180  | 173  | 174  | 181  | 182  |

| 1856 | 1861 | 1866 | 1872 | 1876 | 1881 | 1886 | 1891 | 1896 |
| ---- | ---- | ---- | ---- | ---- | ---- | ---- | ---- | ---- |
| 188  | 180  | 167  | 164  | 164  | 184  | 180  | 183  | 157  |

| 1901 | 1906 | 1911 | 1921 | 1926 | 1931 | 1936 | 1946 | 1954 |
| ---- | ---- | ---- | ---- | ---- | ---- | ---- | ---- | ---- |
| 136  | 138  | 146  | 140  | 142  | 137  | 132  | 115  | 124  |

| 1962 | 1968 | 1975 | 1982 | 1990 | 1999 | 2005 | 2006 | 2010 |
| ---- | ---- | ---- | ---- | ---- | ---- | ---- | ---- | ---- |
| 114  | 120  | 155  | 171  | 158  | 175  | 200  | 202  | 221  |

| 2015 | 2020 | 2022 | - | - | - | - | - | - |
| ---- | ---- | ---- | - | - | - | - | - | - |
| 242  | 245  | 239  | - | - | - | - | - | - |

| selon la population municipale des années : | 1968 | 1975 | 1982 | 1990 | 1999 | 2006 | 2009 | 2013 |
| Rang de la commune dans le département      | 403  | 314  | 384  | 374  | 365  | 372  | 370  | 362  |
| Nombre de communes du département           | 592  | 582  | 586  | 588  | 588  | 588  | 589  | 589  |

### Enseignement
Sana fait partie de l'académie de Toulouse.

### Manifestations culturelles et festivités
Fête locale début août, comité des fêtes, loto,

### Santé
La commune de Sana comptait une clinique spécialisée dans la sclérose en plaques, avec son centre Louis-Donat qui comptait quarante-trois patients en 2009. Le centre ayant fermé ses portes en 2021, Sana ne devrait compter qu'environ 200 habitants au prochain recensement.

### Activités sportives
Chasse, randonnée pédestre, football, basket-ball et la pétanque.

## Économie
L'économie de la commune est essentiellement basée sur l'agriculture.

## Culture locale et patrimoine

### Lieux et monuments
- Église Saint-Exupère.
- Le monument aux morts de 1914-1918 et 1939-1945 : une pierre dressée devant l'église présente la liste des tués (huit en 14-18, un en 39-45).
- La commune dispose d'un lavoir construit au début du XXe siècle.

Les monuments historiques les plus proches sont le château de Thèbe des XVIIe et XVIIIe siècles, l'église Saint-Vidian du XIVe siècle et le site archéologique de la villa romaine de Chiragan, tous trois situés à Martres-Tolosane.
Un peu plus loin, les coteaux sont riches de monuments historiques : 
- Aurignac : abri sous roche qui a donné son nom à une période de la Préhistoire, l'Aurignacien, château du comte de Comminges, musée forum aurignacien[51] ;
- vallée de la Save, où fut découverte la célèbre Vénus de Lespugue ; la villa de Montmaurin est ouverte au public ;
- Alan et le palais de l'évêque de Comminges ;
- la grotte préhistorique du Mas d'Azil située guère plus loin ;
- la via Garona (GR861) est un nouveau chemin de randonnée pédestre qui relie les sites de Saint-Jacques de Compostelle entre Toulouse (basilique Saint-Sernin) et Saint-Bertrand-de-Comminges (cathédrale Sainte-Marie) sur 170 kilomètres balisés. Elle traverse 41 communes, toutes sont situées en Haute-Garonne. Elle était empruntée au Moyen Âge par les pèlerins qui se rendaient à Compostelle en passant par le piémont pyrénéen[52].